# (7434) Osaka
(7434) Osaka est un astéroïde de la ceinture principale.

## Description
(7434) Osaka est un astéroïde de la ceinture principale. Il fut découvert le 14 janvier 1994 à Oizumi par Takao Kobayashi. Il présente une orbite caractérisée par un demi-grand axe de 2,26 UA, une excentricité de 0,11 et une inclinaison de 8,9° par rapport à l'écliptique.

## Compléments